# Lijst van Nederlandse Europarlementariërs 1999-2004
Lijst van Nederlandse Europarlementariërs 1999-2004 bevat een overzicht van de in Nederland gekozen leden van het Europees Parlement in de zittingsperiode 1999-2004 op grond van de Europese Parlementsverkiezingen van 10 juni 1999.
De zittingsperiode ging in op 20 juli 1999 en eindigde op 19 juli 2004. Nederland had in deze zittingsperiode recht op 31 zetels (op een totaal aantal van 626).
| Naam                      | Nederlandse partij                      | Fractie                                     | Begindatum      | Einddatum         | refs   |
| ------------------------- | --------------------------------------- | ------------------------------------------- | --------------- | ----------------- | ------ |
| Bas Belder                | SGP/RPF/GPV                             | Europa van Democratieën in Diversiteit      | 20 juli 1999    | 19 juli 2004      | [ 1 ]  |
| Max van den Berg          | Partij van de Arbeid                    | Partij van de Europese Sociaaldemocraten    | 20 juli 1999    | 19 juli 2004      | [ 2 ]  |
| Hans Blokland             | SGP/RPF/GPV                             | Europa van Democratieën in Diversiteit      | 20 juli 1999    | 19 juli 2004      | [ 3 ]  |
| Johanna Boogerd-Quaak     | Democraten 66                           | Europese Liberale en Democratische Partij   | 5 februari 2003 | 19 juli 2004      | [ 4 ]  |
| Bob van den Bos           | Democraten 66                           | Europese Liberale en Democratische Partij   | 20 juli 1999    | 19 juli 2004      | [ 5 ]  |
| Theo Bouwman              | GroenLinks                              | De Groenen/Vrije Europese Alliantie         | 20 juli 1999    | 19 juli 2004      | [ 6 ]  |
| Cees Bremmer              | Christen-Democratisch Appèl             | Europese Volkspartij en Europese Democraten | 1 oktober 2003  | 19 juli 2004      | [ 7 ]  |
| Kathalijne Buitenweg      | GroenLinks                              | De Groenen/Vrije Europese Alliantie         | 20 juli 1999    | 19 juli 2004      | [ 8 ]  |
| Ieke van den Burg         | Partij van de Arbeid                    | Partij van de Europese Sociaaldemocraten    | 20 juli 1999    | 19 juli 2004      | [ 9 ]  |
| Dorette Corbey            | Partij van de Arbeid                    | Partij van de Europese Sociaaldemocraten    | 20 juli 1999    | 19 juli 2004      | [ 10 ] |
| Rijk van Dam              | SGP/RPF/GPV                             | Europa van Democratieën in Diversiteit      | 20 juli 1999    | 19 juli 2004      | [ 11 ] |
| Bert Doorn                | Christen-Democratisch Appèl             | Europese Volkspartij en Europese Democraten | 20 juli 1999    | 19 juli 2004      | [ 12 ] |
| Michiel van Hulten        | Partij van de Arbeid                    | Partij van de Europese Sociaaldemocraten    | 20 juli 1999    | 19 juli 2004      | [ 13 ] |
| Lousewies van der Laan    | Democraten 66                           | Europese Liberale en Democratische Partij   | 20 juli 1999    | 29 januari 2003   | [ 14 ] |
| Joost Lagendijk           | GroenLinks                              | De Groenen/Vrije Europese Alliantie         | 20 juli 1999    | 19 juli 2004      | [ 15 ] |
| Albert Jan Maat           | Christen-Democratisch Appèl             | Europese Volkspartij en Europese Democraten | 20 juli 1999    | 19 juli 2004      | [ 16 ] |
| Jules Maaten              | Volkspartij voor Vrijheid en Democratie | Europese Liberale en Democratische Partij   | 20 juli 1999    | 19 juli 2004      | [ 17 ] |
| Hanja Maij-Weggen         | Christen-Democratisch Appèl             | Europese Volkspartij en Europese Democraten | 20 juli 1999    | 30 september 2003 | [ 18 ] |
| Toine Manders             | Volkspartij voor Vrijheid en Democratie | Europese Liberale en Democratische Partij   | 20 juli 1999    | 19 juli 2004      | [ 19 ] |
| Maria Martens             | Christen-Democratisch Appèl             | Europese Volkspartij en Europese Democraten | 20 juli 1999    | 19 juli 2004      | [ 20 ] |
| Erik Meijer               | Socialistische Partij                   | Europees Unitair Links/Noords Groen Links   | 20 juli 1999    | 19 juli 2004      | [ 21 ] |
| Jan Mulder                | Volkspartij voor Vrijheid en Democratie | Europese Liberale en Democratische Partij   | 20 juli 1999    | 19 juli 2004      | [ 22 ] |
| Ria Oomen                 | Christen-Democratisch Appèl             | Europese Volkspartij en Europese Democraten | 20 juli 1999    | 19 juli 2004      | [ 23 ] |
| Arie Oostlander           | Christen-Democratisch Appèl             | Europese Volkspartij en Europese Democraten | 20 juli 1999    | 19 juli 2004      | [ 24 ] |
| Karla Peijs               | Christen-Democratisch Appèl             | Europese Volkspartij en Europese Democraten | 20 juli 1999    | 26 mei 2003       | [ 25 ] |
| Peter Pex                 | Christen-Democratisch Appèl             | Europese Volkspartij en Europese Democraten | 11 juni 2003    | 19 juli 2004      | [ 26 ] |
| Elly Plooij-van Gorsel    | Volkspartij voor Vrijheid en Democratie | Europese Liberale en Democratische Partij   | 20 juli 1999    | 19 juli 2004      | [ 27 ] |
| Bartho Pronk              | Christen-Democratisch Appèl             | Europese Volkspartij en Europese Democraten | 20 juli 1999    | 19 juli 2004      | [ 28 ] |
| Alexander de Roo          | GroenLinks                              | De Groenen/Vrije Europese Alliantie         | 20 juli 1999    | 19 juli 2004      | [ 29 ] |
| Marieke Sanders-ten Holte | Volkspartij voor Vrijheid en Democratie | Europese Liberale en Democratische Partij   | 20 juli 1999    | 19 juli 2004      | [ 30 ] |
| Joke Swiebel              | Partij van de Arbeid                    | Partij van de Europese Sociaaldemocraten    | 20 juli 1999    | 19 juli 2004      | [ 31 ] |
| Wim van Velzen            | Christen-Democratisch Appèl             | Europese Volkspartij en Europese Democraten | 20 juli 1999    | 19 juli 2004      | [ 32 ] |
| Herman Vermeer            | Volkspartij voor Vrijheid en Democratie | Europese Liberale en Democratische Partij   | 6 november 2001 | 19 juli 2004      | [ 33 ] |
| Jan-Kees Wiebenga         | Volkspartij voor Vrijheid en Democratie | Europese Liberale en Democratische Partij   | 20 juli 1999    | 7 oktober 2001    | [ 34 ] |
| Jan Wiersma               | Partij van de Arbeid                    | Partij van de Europese Sociaaldemocraten    | 20 juli 1999    | 19 juli 2004      | [ 35 ] |

1952-1958 (EGKS) · 
1958-1979 · 
1979-1984 · 
1984-1989 · 
1989-1994 · 
1994-1999 · 
1999-2004 · 
2004-2009 · 
2009-2014 · 
2014-2019 · 
2019-2024 · 
2024-2029